# Аладин Харфан
Аладин Харфан е български бизнесмен от арабски произход, роден в столицата на Сирия – Дамаск.

## Бизнес в България
Първото посещение на Аладин Харфан в България е през 1991 г., а през 2004 г. получава и българско гражданство.
Бизнесът му в България стартира с търговия с техника за дома. Паралелно с това създава и управлява собствени вериги магазини в цялата страна. В началото с името „Технолукс“, а по-късно - „Техноцентър Е-Елит“. През 2000 г. регистрира първата българска марка за електроника „ЕЛИТ“. Марката „ЕЛИТ“ е предназначена за българското семейство с ниски и средни доходи и е достъпна за широк кръг от потребители. Електроуредите с тази марка се разпространяват в търговската мрежа на страната, също в Сърбия, Румъния и Украйна.
От 1999 г. дружеството му „Аладин“ ЕООД започва да работи предимно като инвестиционна компанията. Впоследствие фокусът е недвижимите имоти, най-вече търговски и складови обекти. Най-големият проект на дружеството е изграждането на Мол Плевен. За инвестицията си в търговския център предприемачът е отличен от Българската агенция за инвестиции със сертификат за Първи клас инвеститор.
Бизнесменът притежава още медико-дентален център „Медстом“, „Агропласмент и търговия – Плевен“ и верига ресторанти за бързо хранене. Има дялове в строителна фирма „Аладин Билдинг“ ООД, транспортната „A&G Trans“ и др.
Един от учредителите на създадения във Велинград Съюз на мюсюлманите в България.